# Dunakeszi járás
A Dunakeszi járás Pest vármegyéhez tartozó járás Magyarországon, amely 2013-ban jött létre. Székhelye Dunakeszi. Területe 103,08 km², népessége 78 757 fő, népsűrűsége pedig 764 fő/km² volt 2013. elején, ezzel az ország legkisebb területű, egyben legsűrűbben lakott járása. 2013. július 15-én három város (Dunakeszi, Fót és Göd) és egy község tartozott hozzá.
A Dunakeszi járás a 2013-ban újonnan létrehozott járások közé tartozik, a járások 1983-as megszüntetése előtt nem létezett, Dunakeszi korábban soha nem töltött be járási székhely szerepet, bár 1984-től városkörnyék-központ volt.

## Települései
| Település | Rang (2013. július 15.) | Közös hivatal | Kistérség (2013. január 1.) | Népesség (2013. január 1.) | Terület (km²) |
| --------- | ----------------------- | ------------- | --------------------------- | -------------------------- | ------------- |
| Dunakeszi | járásszékhely város     |               | Dunakeszi                   | 40 441                     | 31,06         |
| Fót       | város                   | Fót           | Dunakeszi                   | 18 927                     | 37,4          |
| Göd       | város                   |               | Dunakeszi                   | 17 843                     | 22,24         |
| Csomád    | község                  | Fót           | Veresegyházi                | 1 546                      | 12,38         |